# Katerina Sunesdotter van Bjelbo
Katerina Sunesdotter van Bjelbo was een koningin-gemalin van Zweden.
Zij was gehuwd met Erik XI van Zweden.